# Neocatecumeni

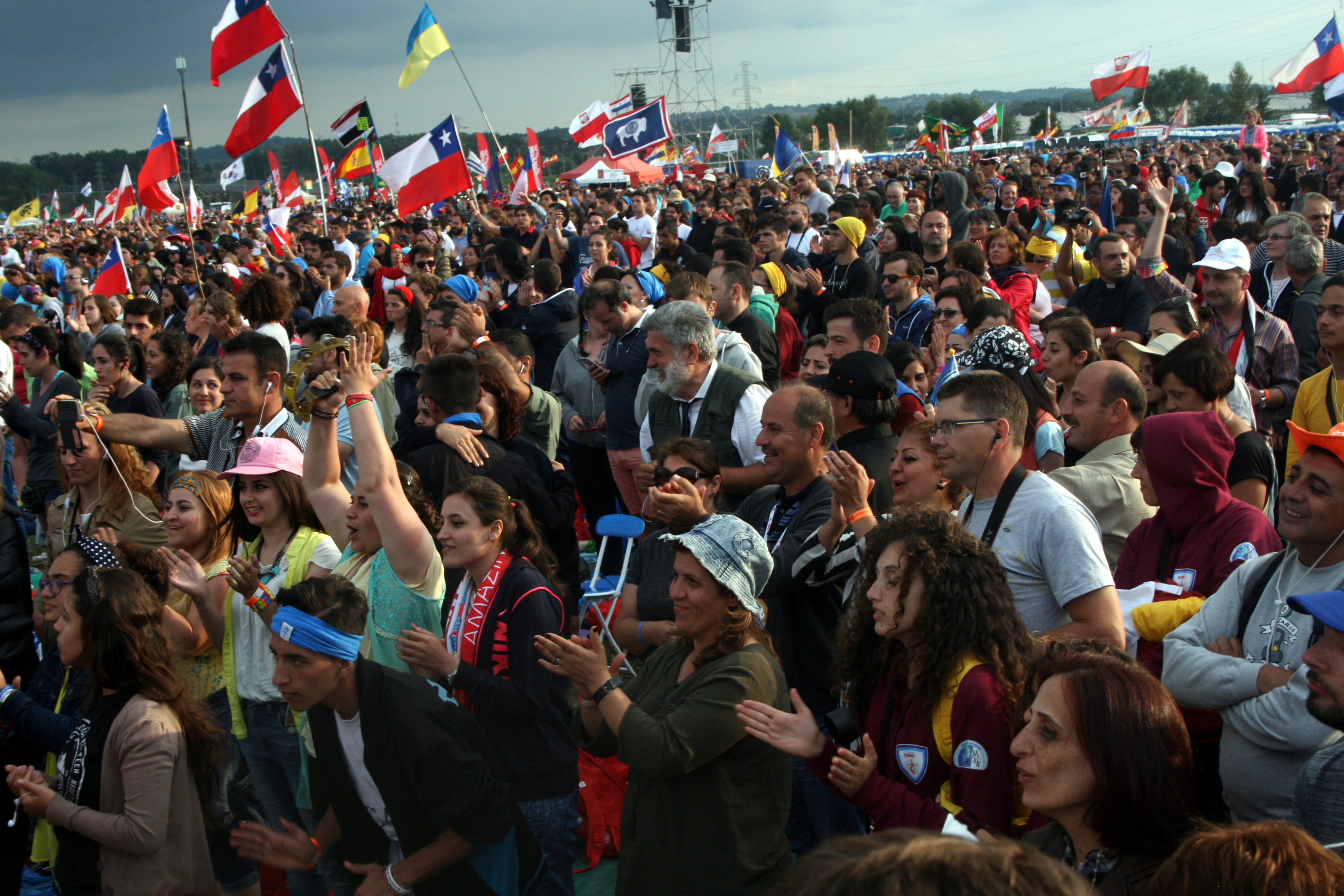
Neocatecumeni ad un incontro vocazionale tenuto da Kiko Argüello durante la GMG di Cracovia nel 2016.

Con l'espressione neocatecumeni (AFI: [ˈnɛokateˈkumeni]) si intendono i fedeli appartenenti al Cammino neocatecumenale, itinerario di formazione cattolica per adulti, istituito in seguito al Concilio Vaticano II.
Il termine trae origine dai primi catecumeni che, desiderosi di entrare a far parte della Chiesa cattolica ortodossa, trascorsero un tempo - solitamente di circa 3 anni se provenienti da un ambiente pagano - a pregare con fede durante le liturgie, ad apprendere i ritmi dell'anno liturgico e ad essere catechizzati (ossia istruiti nella fede), affinché fossero pronti al rito di iniziazione del battesimo.
I neocatecumeni sono conosciuti anche con altri nomi nel resto del mondo: nei paesi anglosassoni, per esempio, l'abbreviazione più utilizzata è Neocats, mentre nei paesi ispanofoni è Los Kikos, quest'ultimo derivante dal nome dell'iniziatore del Cammino neocatecumenale, Kiko Argüello.
Stando alle ultime stime derivate dal numero di comunità presenti in tutto il mondo (oltre 40.000 in circa 109 paesi), considerate anche le partecipazioni agli eventi delle giornate mondiali della gioventù, i neocatecumeni ammonterebbero ad oltre 1.000.000 di persone.
Nella 1ª edizione dell'Agorà dei giovani italiani, in particolare all'incontro nazionale dei giovani tenutosi a Loreto nel 2007, si contavano ben 100.000 giovani del Cammino neocatecumenale provenienti dalla sola Europa.
Le aree geografiche che contano la maggior presenza di neocatecumeni nel mondo sono l'Europa e l'America Latina.